# Farmacoterapia

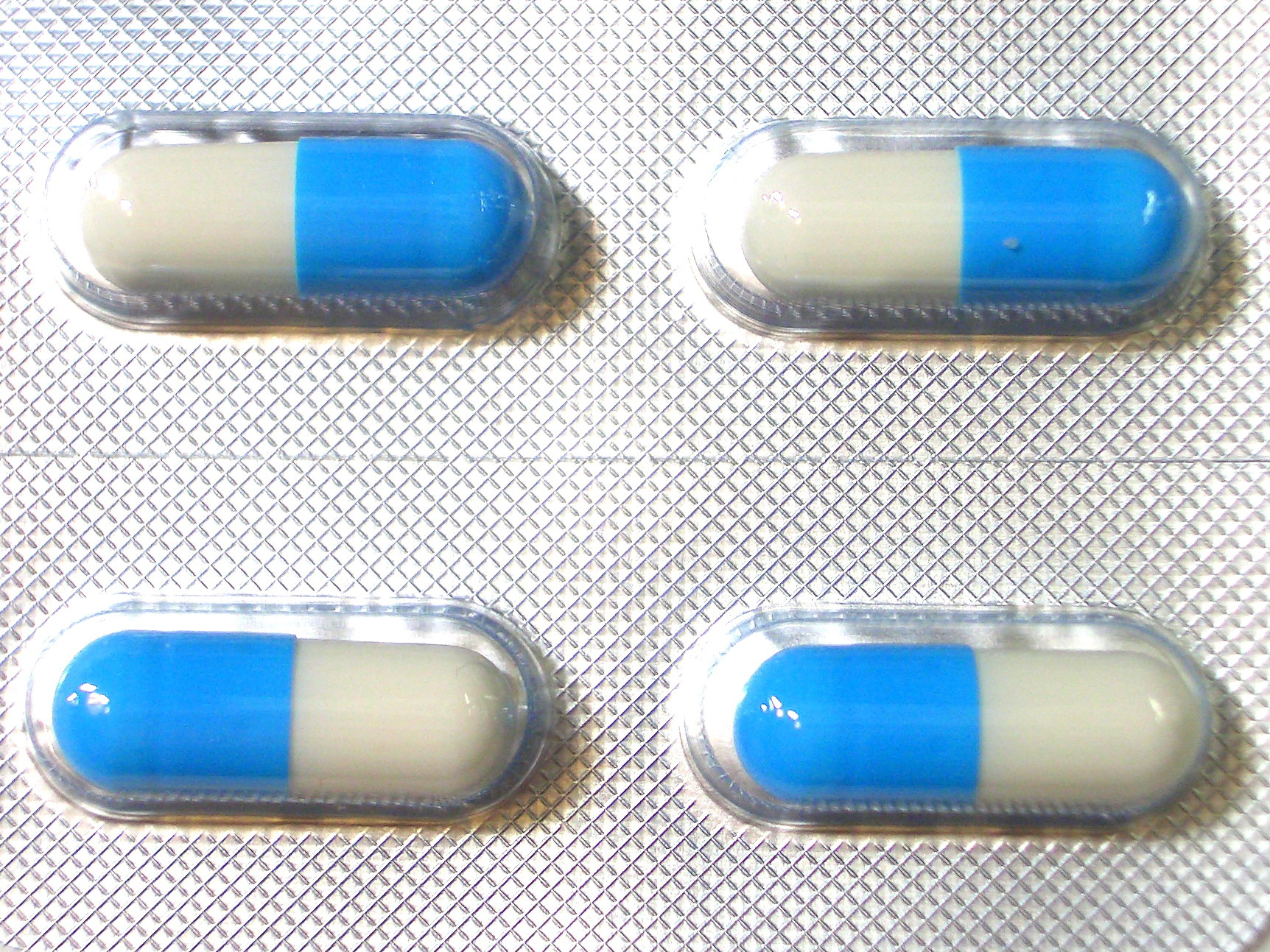
Cápsulas

La farmacoterapia es la ciencia y aplicación de los medicamentos para la prevención y tratamiento de las enfermedades.

## Importancia biomédica
El rápido desarrollo de la farmacoterapia en los últimos años ha sido el resultado no solamente de un armamentario medicamentoso más diverso, eficaz, seguro, específico y selectivo, sino también del uso más racional de ellos. Disciplinas como la biofarmacia, la farmacogenética clínica, así como la farmacocinética y la farmacodinamia poblacional han permitido la individualización del diseño de regímenes de dosificación y con ello un manejo más efectivo y seguro de los medicamentos. 

## Tipos
Se reconocen diferentes tipos de terapia medicamentosa: 
1. Terapia específica o curativa: aquella en la que el tratamiento se dirige a la erradicación de uno o más de los agentes etiológicos o causantes de la enfermedad. Los medicamentos antimicrobianos, tales como los antibióticos, tienen efectos específicos o curativos. El desarrollo de la terapia génica posiblemente ofrezca ejemplos de medicamentos para el tratamiento curativo de enfermedades no infecciosas.
2. Terapia paliativa o sintomática: la dirigida a proporcionar exclusivamente el alivio de los síntomas del paciente o a contribuir a su bienestar sin alterar el curso natural de la enfermedad. Los medicamentos analgésicos como la aspirina o la morfina tienen obvios efectos paliativos.
3. Terapia de apoyo: dirigida a mantener la integridad fisiológica o funcional del paciente en tanto se instaure un tratamiento más definitivo o hasta que la propia capacidad de recuperación del paciente haga innecesario cualquier tratamiento. Los agentes sedantes, diuréticos, antihipertensivos, etc., se emplean con frecuencia en este tipo de terapia.
4. Terapia de reemplazo o sustitutiva: dirigida a proporcionar una sustancia presente normalmente en el organismo, pero que se encuentra ausente o en niveles insuficientes como resultado de una enfermedad, daño o deficiencia congénita, etc. Las hormonas adrenocorticales, cuando son empleadas en el tratamiento de la enfermedad de Addison, tienen un papel en la terapia de reemplazo.
5. Terapia restaurativa: cuya finalidad es la rápida recuperación de la salud. Esta terapia generalmente no guarda relación con la enfermedad original y se emplea frecuentemente durante el periodo de convalecencia. El uso de hormonas sexuales representan un ejemplo de esta terapia cuando se usan por sus efectos anabólicos.[1]